# مازاگران (نوشیدنی)
مازاگران (انگلیسی: Mazagran) یک نوشیدنی سرد برپایه قهوه شیرین‌شده است که منشأ آن الجزایر است.